# Ригинс (Ајдахо)
Ригинс (енгл. Riggins) град је у америчкој савезној држави Ајдахо.

## Демографија
По попису из 2010. године број становника је 419, што је 9 (2,2%) становника више него 2000. године.
| Група             | 2000.       | 2010.       |
| Белци             | 403 (98,3%) | 406 (96,9%) |
| Афроамериканци    | 0 (0,0%)    | 0 (0,0%)    |
| Азијати           | 0 (0,0%)    | 0 (0,0%)    |
| Хиспаноамериканци | 0 (0,0%)    | 7 (1,7%)    |
| Укупно            | 410         | 419         |